# Jean-Crispin Kimbeni Ki Kanda
Jean-Crispin Kimbeni Ki Kanda (Kinshasa, 22 ottobre 1969) è un vescovo cattolico della Repubblica Democratica del Congo, dall'11 giugno 2022 vescovo di Kisantu.

## Biografia
Jean-Crispin Kimbeni Ki Kanda è nato a Kinshasa il 22 ottobre 1969.

### Formazione e ministero sacerdotale
Dopo le scuole primarie e secondarie, è entrato nel seminario propedeutico "San Giovanni Maria Vianney" e poi ha compiuto gli studi di filosofia presso il seminario maggiore "Sant'Andrea Kaggwa" e quelli di teologia presso il seminario maggiore "San Giovanni XXIII".
Il 30 maggio 1999 è stato ordinato presbitero per l'arcidiocesi di Kinshasa dal cardinale Frédéric Etsou-Nzabi-Bamungwabi. Tra il 1999 e il 2001 ha compiuto gli studi per conseguire la licenza in filosofia e l'abilitazione all'insegnamento presso l'Università Cattolica del Congo a Kinshasa. Ha prestato servizio come formatore e docente presso il seminario propedeutico "Cardinal Malula" dal 1999 al 2002; vice-segretario e cancelliere dell'arcidiocesi dal 2001 al 2002 e vice-rettore del santuario di Nostra Signora della Pace.
Nel 2002 è entrato in servizio presso la Congregazione per l'evangelizzazione dei popoli come officiale. Nel 2017 è stato nominato amministratore parrocchiale della parrocchia di Santa Maria Assunta in Cielo a Borgo Pineto, frazione di Sacrofano, nella diocesi di Civita Castellana.
Negli anni trascorsi in Italia ha proseguito gli studi. Nel 2011 ha conseguito un master in bioetica presso l'Istituto Internazionale di Teologia Pastorale Sanitaria "Camillianum" di Roma e nel 2019 il dottorato in teologia pastorale della salute presso il medesimo Istituto.

### Ministero episcopale
Il 29 giugno 2020 papa Francesco lo ha nominato vescovo ausiliare di Kinshasa e titolare di Dragonara. Ha ricevuto l'ordinazione episcopale nel cortile dell'Institut Technique de la Gombe di Kinshasa dal cardinale Fridolin Ambongo Besungu, arcivescovo metropolita di Kinshasa, co-consacranti l'arcivescovo Ettore Balestrero, nunzio apostolico nella Repubblica Democratica del Congo, e l'arcivescovo metropolita di Kisangani Marcel Utembi Tapa.
L'11 giugno 2022 lo stesso pontefice lo ha nominato vescovo di Kisantu. Ha preso possesso della diocesi il 6 agosto successivo con una cerimonia tenutasi nella spianata della cattedrale di Nostra Signora dei Sette Dolori a Kisantu. Il giorno successivo ha presieduto la sua prima messa in cattedrale.

## Genealogia episcopale
La genealogia episcopale è:
- Cardinale Scipione Rebiba
- Cardinale Giulio Antonio Santori
- Cardinale Girolamo Bernerio, O.P.
- Arcivescovo Galeazzo Sanvitale
- Cardinale Ludovico Ludovisi
- Cardinale Luigi Caetani
- Cardinale Ulderico Carpegna
- Cardinale Paluzzo Paluzzi Altieri degli Albertoni
- Papa Benedetto XIII
- Papa Benedetto XIV
- Papa Clemente XIII
- Cardinale Marcantonio Colonna
- Cardinale Giacinto Sigismondo Gerdil, B.
- Cardinale Giulio Maria della Somaglia
- Cardinale Carlo Odescalchi, S.I.
- Vescovo Eugène de Mazenod, O.M.I.
- Cardinale Joseph Hippolyte Guibert, O.M.I.
- Cardinale François-Marie-Benjamin Richard de la Vergne
- Cardinale Pietro Gasparri
- Cardinale Clemente Micara
- Cardinale Jozef-Ernest Van Roey
- Arcivescovo Félix Scalais, C.I.C.M.
- Cardinale Joseph-Albert Malula
- Cardinale Frédéric Etsou-Nzabi-Bamungwabi, C.I.C.M.
- Arcivescovo Joseph Kumuondala Mbimba
- Cardinale Fridolin Ambongo Besungu, O.F.M.Cap.
- Vescovo Jean-Crispin Kimbeni Ki Kanda